# Szapor Gábor
Szapor Gábor (Budapest, 1952. június 25. –) magyar labdarúgó, edző, testnevelő tanár, sportvezető.

## Életpályája

### Játékosként
Budapesten született. Játékos-pályafutását a Központi Sportiskolában (KSI) kezdte, ahol junior évei alatt végig játszott. 1971-ben felvették a Testnevelési Főiskolára, ahol testnevelő tanári, illetve labdarúgóedzői diplomát szerzett. Főiskolai évei alatt a főiskola labdarúgócsapatában játszott. 1975-től egy évig a BVSC labdarúgója volt, majd visszatért a TFSE-hez. 1979-ben az Egyesült Villamosgépgyár SE (EVIG SE) igazolt labdarúgója volt 1985-ig. Élvonalbeli szereplése játékosként nem volt.

### Edzőként
Bár játékosként is aktív volt, mégis inkább utánpótlásedzőként tevékenykedett. Már 1972-től a KSI különböző utánpótláscsapatait edzette tizenhat éven keresztül egészen 1988-ig. Ekkor az Újpesti Dózsához szerződött, ahol 1993-ig dolgozott utánpótlásedzőként. 1993-ban rövid időre Szaúd-Arábiában, az Al-Tavon csapatánál volt pályaedző. 1994-ben a Dreher Sörgyár SE csapatának lett vezetőedzője, majd 1996-tól a Győri ETO FC pályaedzője Haász Sándor mellett. 1997-ben a Diósgyőri FC-hez szerződött, ahol szintén pályaedzőként kezdett el dolgozni Tornyi Barnabás mellett. 1999-ben a csapat vezetőedzőjévé nevezték ki. Hét mérkőzésen vezette a miskolci együttest. Még ugyanebben az évben a Pécsi MFC vezetőedzőjévé nevezték ki. 2000 őszéig maradt, összesen huszonnégy bajnoki mérkőzésen irányította az együttest. 2000-ben a Vasas U19-es csapatának lett az edzője, 2002-ben a felnőtt csapat vezetőedzőjévé nevezték ki, a szakmai igazgató ekkor Haász Sándor volt. A csapat visszalépése miatt megszűnt edzői munkája Angyalföldön. 2003-ban visszatért Győrbe, ahol ismét a felnőtt csapat pályaedzőjeként dolgozott. Ezt követően alsóbb osztályú csapatoknál dolgozott (Soroksár SC, Integrál-DAC), majd 2006-ban rövid ideig a másodosztályú Újpest FC-Fót (ekkor az UTE fiókcsapata) edzője. 2008-ban a Magyar Labdarúgó-szövetség az U19-es válogatott szövetségi edzőjévé nevezte ki. Itt két évet dolgozott, több akkori fiatal később a nagyválogatott keretébe is bekerült. Ezt követően a Nagytétény, majd a másodosztályú BKV Előre csapatát irányította. 2012 októberében visszatért a Vasas SC-hez, ahol kinevezték a felnőttcsapat vezetőedzőjévé. A klubnál a kiesés után előbb portugál vezetőedző, Joaquim Machado, ült a kispadon, Szapor még a szezon elején vette át a csapatot és az őszi idény végén a második helyen állt a klub. A tulajdonos döntése értelmében, de közös megegyezéssel szerződést bontottak Szaporrral a téli szünetben, helyét a német Dirk Berger vette át. 2013 nyarán a kaposvári Bene Ferenc Labdarúgó Akadémia szakmai igazgatója lett.
A-edzői licenccel rendelkezik. 2007-től több éven át a Budapesti Labdarúgó-szövetség elnökségi tagja volt, az edzőképzésben vett részt.